# Žibrše
Žibrše este o localitate din comuna Logatec, Slovenia, cu o populație de 168 de locuitori.